# Ломас-Бланкас
Ломас-Бланкас — вулкан. Располагается в области Мауле, Чили.
Ломас-Бланкас является стратовулканом, высотой 2268 метров. Образовался в позднем плейстоцене — голоцене. Находится примерно в 15 км к югу от вулкана Невадо-де-Лонгави (исп.  Nevado de Longaví). Образует 2,3 км кальдеру в диаметре. Лавовые потоки, состоящие из базальтов и андезитов, протянулись на расстояние 7 км. Центральный конус сложен базальтами и возвышается на 500 метров. Верхний слой вулкана покрыт вулканической пемзой, которая является следствием выброса вулканического пепла с соседнего вулкана Невадо-де-Лонгави. Активной деятельности в исторический период не зафиксировано.